# Ceylonitermellus
Ceylonitermellus es un género de termitas  perteneciente a la familia Termitidae que tiene las siguientes especies:

## Especies
1. Ceylonitermellus hantanae
2. Ceylonitermellus kotuae